# Obora u Tachova
Obora (deutsch Thiergarten) ist eine Gemeinde mit 162 Einwohnern (Stand: 1. Januar 2023)  in Tschechien. Sie liegt sechs Kilometer nordwestlich von Tachov in einer Höhe von 620 m ü. M. im Oberpfälzer Wald (Český les).

## Geographie
Unterhalb des Dorfes wird die Mies in der Trinkwassertalsperre Lučina angestaut. Mit der benachbarten deutschen Stadt Bärnau besteht bei der Wüstung Pavlův Studenec ein Grenzübergang.

## Geschichte
Die erste Erwähnung von Thiergarten stammt aus dem Jahre 1660. Während der Tachauer Herrschaft unter Baron Johann Philipp Husmann wurde hier ein Gehege mit Jagdhaus errichtet, um 1650 wurde ein Forsthaus errichtet. Nach der Übernahme der Herrschaft durch die Familie Windisch-Graetz wurde das Gehege stark erweitert. Bis zu 350 Stück Großwild, bis zu 130 Stück Damwild und bis zu 50 Stück Schwarzwild wurden gehalten.
Der Ort war bis 1722 auf 21 Anwesen angewachsen. Zunächst wurde die Seelsorge von der Dechantei in Tachau wahrgenommen, ab 1787 gehörten die Bewohner von Thiergarten zur Pfarrei in Brand. Im Jahre 1910 wurde das Dorf nach Paulusbrunn umgepfarrt.
Die Zahl der Häuser wuchs bis zum Jahr 1930 auf 76 mit 409 Einwohnern, 1939 lebten in Thiergarten einschließlich seines Ortsteils Paulushütte sogar 445 Menschen.
Nach dem Münchner Abkommen wurde der Ort dem Deutschen Reich zugeschlagen und gehörte bis 1945 zum Landkreis Tachau.
Zum 1. Juli 1953 wurden Branka und Výšina eingemeindet. Im Zuge der Gemeindegebietsreform von 1960 erfolgte die Auflösung der Gemeinde Obora; zum 1. Juli  1960 erfolgte die Eingemeindung von Obora und Dolní Výšina nach Lučina. Ab dem 26. November 1971 gehörte Obora als Ortsteil zur Gemeinde Milíře und ab dem 1. Januar 1980 zur Gemeinde Halže. Zum 24. November 1990 lösten sich Obora und Dolní Výšina wieder von Halže los und bildeten eine eigene Gemeinde.

## Gemeindegliederung
Die Gemeinde Obora besteht aus den Ortsteilen Dolní Výšina (Wallerhof) und Obora. Grundsiedlungseinheiten sind Dolní Výšina, Obora und Pavlův Studenec 2 (Paulusbrunn).
Das Gemeindegebiet gliedert sich in die Katastralbezirke Obora u Tachova (1347 ha) und Pavlův Studenec 2 (267 ha). Auf dem Gemeindegebiet, das auch große Waldgebiete bis zur bayerischen Grenze umfasst, befinden sich die nach 1945 aufgelassenen Orte und Wohnplätze  Horní Obora (Flötz), Na Šancích (Schanzhäuser), Pavlova Huť (Paulushütte), Pavlův Studenec (Paulusbrunn) und Pomezná (Wittichsthal).